# The New Order
Pour les articles homonymes, voir New Order (homonymie).
Albums de Testament
Live At Eindhoven
(1987) Practice What You Preach
(1989)
The New Order est le deuxième album studio du groupe de thrash metal américain Testament.
C'est l'album qui a révélé le groupe au monde du Metal, dont le succès va encore grandir avec leur album suivant, Practice What You Preach.
Certains titres de l'album, comme Trial by Fire, Nobody's Fault et The Preacher comptent parmi les plus connus du groupe.
L'album est sorti le 5 mai 1988 sous les labels Atlantic Records et Megaforce Records.

## Composition
- Chuck Billy: Chant
- Alex Skolnick: Guitare
- Eric Peterson: Guitare
- Greg Christian: Basse
- Louie Clemente: Batterie

## Liste des morceaux
1. Eerie Inhabitants – 5:06
2. The New Order – 4:25
3. Trial by Fire – 4:14
4. Into the Pit – 2:46
5. Hypnosis – 2:04
6. Disciples of the Watch – 5:05
7. The Preacher – 3:37
8. Nobody's Fault – 3:57
9. A Day of Reckoning – 4:00
10. Musical Death (A Dirge) – 4:05